# Bahnstrecke Keila–Haapsalu
| Bahnhof Keila |                          |                                                     |                                                     |
| |                          |                                                     |                                                     |
| Streckenlänge: | 77,4 km                  |                                                     |                                                     |
| Spurweite: | 1520 mm (Russische Spur) |                                                     |                                                     |
| Stromsystem: | Keila–Turba: 3000 V =    |                                                     |                                                     |
| |                          |                                                     |                                                     |
| \| \| \| Bahnstrecke Tallinn–Paldiski von Tallinn-Balti jaam \| \| \| \| 77,5 \| Keila \| Keila \| \| \| 73,5 \| Kulna \| Kulna \| \| \| 66,9 \| Vasalemma \| Vasalemma \| \| \| 64,2 \| Kibuna \| Kibuna \| \| \| 61,6 \| Laitse \| Laitse \| \| \| \| Jaanika \| \| \| \| 53,1 \| Riisipere \| Riisipere \| \| \| 46,5 \| Turba (früher: Sooniste) \| Turba (früher: Sooniste) \| \| \| \| Ellamaa \| \| \| \| \| Metsa \| \| \| \| \| Risti \| \| \| \| \| Jaakna (früher Vaharu) \| \| \| \| \| Palivere \| \| \| \| \| Nigula \| \| \| \| \| Taebla \| \| \| \| \| Ridala \| \| \| \| \| Uuemõisa \| \| \| \| \| \| \| \| \| \| Rohuküla \| \| \| \| \| Saaremaa und Hiiumaa \| \| \| \| 0,0 \| Haapsalu \| Haapsalu \| \| \| \| \| \| \| Quellen: [1] \| \| \| \| |                          |                                                     |                                                     |
| Strecke |                          | Bahnstrecke Tallinn–Paldiski von Tallinn-Balti jaam | Bahnstrecke Tallinn–Paldiski von Tallinn-Balti jaam |
| Bahnhof | 77,5                     | Keila                                               | Keila                                               |
| Haltepunkt / Haltestelle | 73,5                     | Kulna                                               | Kulna                                               |
| Bahnhof | 66,9                     | Vasalemma                                           | Vasalemma                                           |
| Haltepunkt / Haltestelle | 64,2                     | Kibuna                                              | Kibuna                                              |
| Haltepunkt / Haltestelle | 61,6                     | Laitse                                              | Laitse                                              |
| Haltepunkt / Haltestelle |                          | Jaanika                                             | Jaanika                                             |
| Bahnhof | 53,1                     | Riisipere                                           | Riisipere                                           |
| Haltepunkt / Haltestelle Strecke ab hier außer Betrieb | 46,5                     | Turba (früher: Sooniste)                            | Turba (früher: Sooniste)                            |
| Bahnhof (Strecke außer Betrieb) |                          | Ellamaa                                             | Ellamaa                                             |
| Haltepunkt / Haltestelle (Strecke außer Betrieb) |                          | Metsa                                               | Metsa                                               |
| Bahnhof (Strecke außer Betrieb) |                          | Risti                                               | Risti                                               |
| Haltepunkt / Haltestelle (Strecke außer Betrieb) |                          | Jaakna (früher Vaharu)                              | Jaakna (früher Vaharu)                              |
| Bahnhof (Strecke außer Betrieb) |                          | Palivere                                            | Palivere                                            |
| Haltepunkt / Haltestelle (Strecke außer Betrieb) |                          | Nigula                                              | Nigula                                              |
| Bahnhof (Strecke außer Betrieb) |                          | Taebla                                              | Taebla                                              |
| Haltepunkt / Haltestelle (Strecke außer Betrieb) |                          | Ridala                                              | Ridala                                              |
| Haltepunkt / Haltestelle (Strecke außer Betrieb) |                          | Uuemõisa                                            | Uuemõisa                                            |
| Abzweig geradeaus und von links (Strecke außer Betrieb) · Strecke von rechts (außer Betrieb) |                          |                                                     |                                                     |
| Strecke (außer Betrieb) · Kopfbahnhof Streckenende (Strecke außer Betrieb) |                          | Rohuküla                                            | Rohuküla                                            |
| Strecke (außer Betrieb) |                          | Saaremaa und Hiiumaa                                | Saaremaa und Hiiumaa                                |
| Kopfbahnhof Streckenende (Strecke außer Betrieb) | 0,0                      | Haapsalu                                            | Haapsalu                                            |
| |                          |                                                     |                                                     |
| Quellen: |                          |                                                     |                                                     |

Die Bahnstrecke Keila–Haapsalu ist eine estnische Bahnstrecke, die Keila mit Haapsalu verband.

## Geschichte
Der Bau der Strecke zwischen Keila und dem Ferienort Haapsalu begann 1902, die Eröffnung erfolgte 1905. Als Fortsetzung der Bahnstrecke Tallinn–Paldiski ermögliche sie den Verkehr nach Haapsalu, dem Zentrum des Bezirks Haapsalu. Der Bau der Strecke wurde von dem Ingenieur Peter von Götte geleitet.

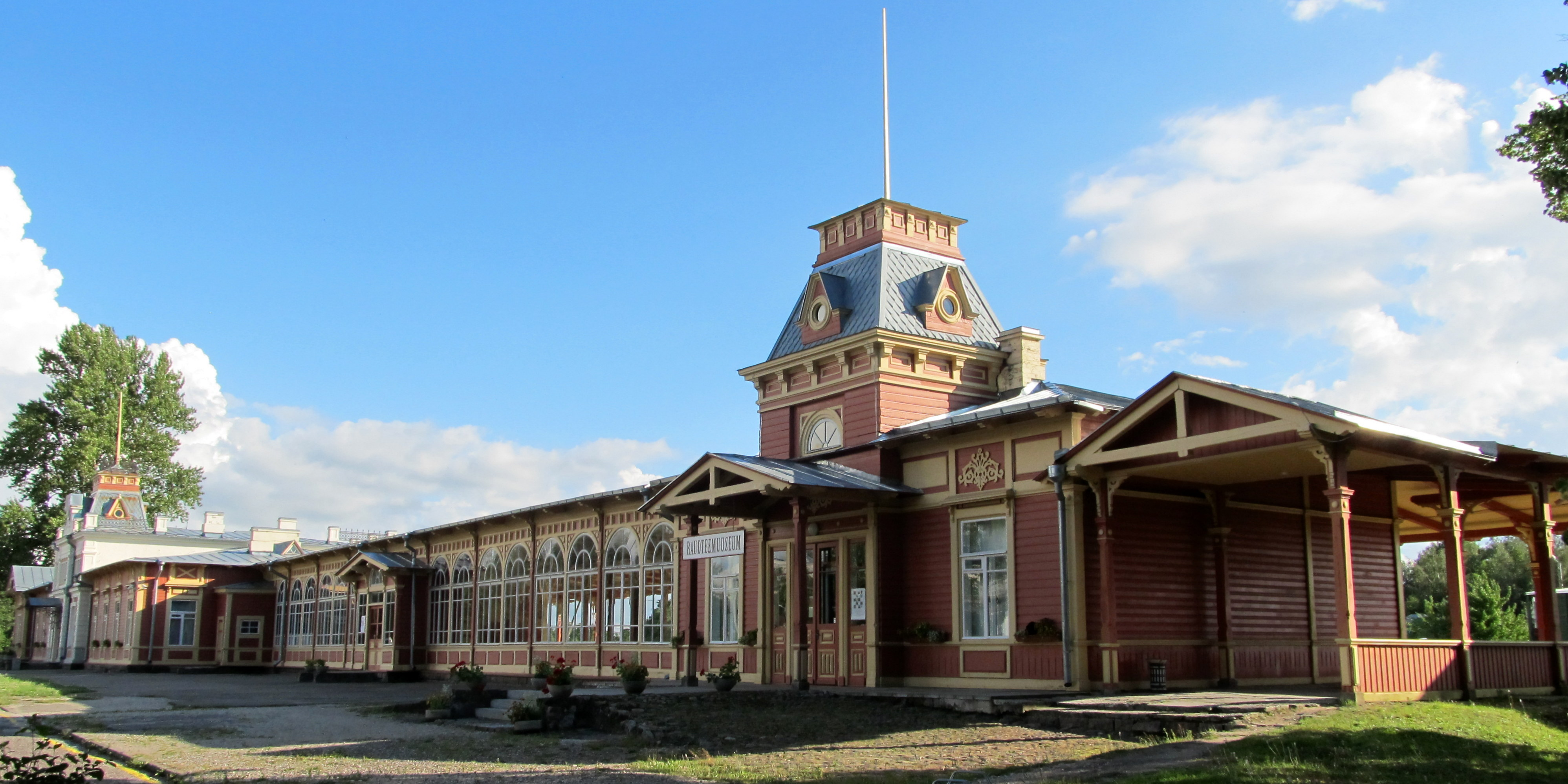
Bahnhof Haapsalu

Haapsalu wurde vor allem wegen des dortigen Heilschlamms vom russischen Kaiser Nikolaus II. als Urlaubsort geschätzt. Zusammen mit der Bahnstrecke wurde in Haapsalu ein repräsentatives Bahnhofsgebäude errichtet, um den Kaiser und die kaiserliche Familie zu empfangen. Eine 39 Meter lange offene Galerie verband den Bahnhof mit dem Kaiserpavillon (in dem sich heute das Estnische Eisenbahnmuseum befindet) und dem 216 Meter langen Bahnsteig, der für den Empfang des Kaiserzuges erforderlich war. Das historistische Bahnhofsgebäude der Klasse II wurde 1905–07 in einem Sonderprojekt des Architekten K. Werheim und des Ingenieurs W. Westphalen erbaut. Das Gebäude ist ohne größere Veränderungen erhalten geblieben.
In Haapsalu wurde ein zweiständiger Lokomotivschuppen mit einer Drehscheibe gebaut. In den 1920er Jahren wurde die Strecke bis zum Kai am Hafen von Rohuküla verlängert.
1920 betrug die Reisegeschwindigkeit für die Strecke von Haapsalu nach Tallinn 3 Stunden 55 Minuten. 1928 wurden die ersten Benzintriebwagen für die estnischen Eisenbahnen beschafft und auch zwischen Keila und Haapsalu eingesetzt.

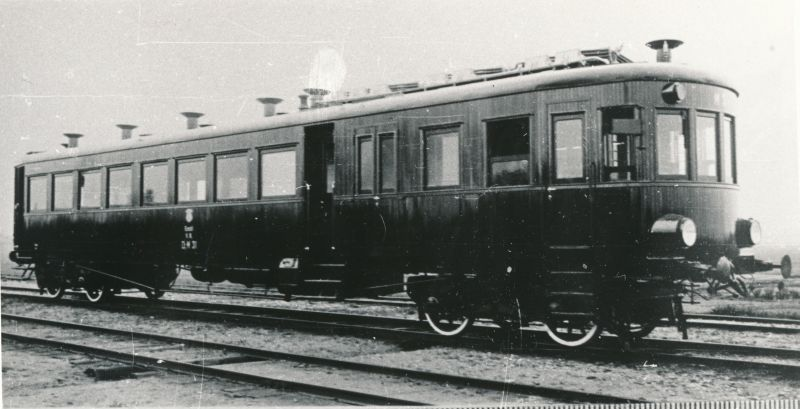
Triebwagen DeM 31

Am 26. Juli 1935 fuhr erstmals der Dieseltriebwagen DeM 31 von Tallinn nach Haapsalu, der mit Zwischenstopps 1 Stunde und 59 Stunden benötigte, während der reguläre Personenzug auf dieser Strecke immer noch 3 Stunden und 49 Minuten fuhr. Der 21 m lange dieselelektrische Motorwagen war mit seinem 240-PS-Dieselmotor das erste Fahrzeug seiner Art auf einer Breitspurbahn in Estland. Er hatte 80 Sitzplätze und einen Gepäckraum. Der normale Personenverkehr musste jedoch weiterhin von Dampfzügen bedient werden, da der Triebwagen zusammen mit einem Beiwagen nur etwa 150 Fahrgäste aufnehmen konnte.
1937 wurde der DeM 31 durch den neuen DeM 32 ersetzt, der über 290 PS und 82 gepolsterte Sitze verfügte und zwei Beiwagen mit je 60 Sitzplätzen mitführen konnte. 1938 wurden die alten Dampflokomotiven durch die leichten und schnellen Tenderlokomotiven der Baureihe Kk, die 100 km/h fahren konnten und von AS Franz Krull in Tallinn gebaut wurden, ersetzt.

### Elektrifizierung
Am 15. Juli 1965 wurde die Oberleitung nach Testläufen am 12. Juli bis zum Bahnhof Vasalemma in Betrieb genommen. Die elektrifizierte Strecke wurde am 4. September 1981 bis Risipere verlängert.
In den 1980er Jahren verkehrten täglich drei Personenzugpaare auf der Strecke Tallinn–Haapsalu, die Fahrt dauerte durchschnittlich zweieinhalb Stunden. Zu Beginn der 1990er Jahre hatte sich der Zustand der Strecke so stark verschlechtert, dass die Fahrt mehr als drei Stunden dauerte. Im Frühjahr 1995 einigten sich Eesti Raudtee und die lokalen Behörden darauf, mit der Instandsetzung zu beginnen. Der Abschnitt Riisipere–Haapsalu war zu dieser Zeit einer der Abschnitte mit dem schlechtesten technischen Zustand der Staatsbahn. Der Einbau der neuen Schwellen begann im Sommer 1995, die Arbeiten wurden jedoch aus unbekannten Gründen im August eingestellt.
Im Jahr 1995 dauerte die Zugfahrt von Tallinn nach Haapsalu fast dreieinhalb Stunden. Im August desselben Jahres befanden sich durchschnittlich 130–190 Fahrgäste pro Tag in den Zügen. Trotz der relativ geringen Zahl von Fahrgästen verkehrte auf der Strecke ein durchgehender Dieseltriebzug Dr1A mit sechs Wagen, obwohl ein kleinerer Zug rentabler gewesen wäre. Auch der Fahrkartenverkauf funktionierte nicht – im Durchschnitt kaufte nur ein Drittel der Fahrgäste eine Fahrkarte. Anfang 1995 kostete eine Fahrkarte von Tallinn nach Haapsalu 14 Kronen und 90 Cent. Trotz des schlechten Zustands der Strecke blieb der Güterverkehr profitabel. Im Durchschnitt wurden an jedem Bahnhof pro Tag zwei Wagenladungen ver- und drei Wagenladungen entladen.

## Stilllegung
Am 15. September 1995 beschloss der Verwaltungsrat von Eesti Raudtee die Einstellung des Personenverkehrs auf dem 52,8 km langen Eisenbahnabschnitt Riisipere–Haapsalu. Als Grund wurde der schlechte technische Zustand der Bahn genannt: Die meisten Schienen seien verschlissen. Auf dem Abschnitt zwischen Riisipere und Taebla wurden die Schienen größtenteils in den 1960er Jahren verlegt, einige Nebengleise sogar schon vor dem Zweiten Weltkrieg. Darüber hinaus waren die Holzschwellen zu 30–40 % verfault und nicht mehr sicher. In diesem Zustand stellte die Strecke selbst bei einer Geschwindigkeit von 27 km/h eine Gefahr für die Züge dar. Laut EVR hätten sofort 10 Millionen Kronen für die Fortsetzung des Personenzugverkehrs auf der Strecke investiert werden müssen. Der Abschnitt Taebla–Haapsalu befand sich in einem deutlich besseren Zustand, da er Ende der 1980er Jahre einer Generalüberholung unterzogen wurde und die zulässige Fahrgeschwindigkeit 80–100 km/h betrug. Am 22. September 1995 verließ der letzte reguläre Personenzug dieser Linie (DR1A-226) den Bahnhof Balti in Richtung Haapsalu.
Die Einstellung des Zugverkehrs löste in der Bevölkerung großen Widerstand aus und die letzte Zugfahrt verlief äußerst emotional und überfüllt. Am 22. September 1995 verabschiedeten sich die Einwohner von Harju und dem Landkreis Lääne an allen Bahnhöfen/Haltestellen von der Strecke vom letzten Personenzug, der mit Tannenkränzen in Trauerfarben geschmückt war. Die Personenbeförderung wurde mit Bussen gemäß dem auf der Bahnstrecke geltenden Fahrplan und den geltenden Tarifen fortgesetzt.
Auf der Strecke Riisipere–Haapsalu verkehrte zunächst weiterhin ein Güterzug pro Tag. Die wenig genutzte Bahnstrecke wurde häufig Opfer von Plünderungen durch Metalldiebe. Ende 1995 waren die Gleise zwischen Haapsalu und dem Hafen Rohuküla aufgrund dieser Plünderungen fast nicht mehr vorhanden. Darüber hinaus wurden auch auf dem Abschnitt zwischen Riisipere und Haapsalu Schienen gestohlen, insbesondere die Abstellgleise der Bahnhöfe.

## OÜ Haapsalu Raudtee
Im November 1997 wurde der Abschnitt Riisipere–Haapsalu für symbolische 5300 Kronen (100 kr/km) an den Geschäftsmann Aarne Taal verkauft. Dieser gründete die private Bahngesellschaft OÜ Haapsalu Raudtee (OÜ = Osaühing, Gesellschaft mit beschränkter Haftung). Als Schenkung erhielt er die Güterzuglokomotive M62-1296 des Lokwerks Luhansk, die den Namen Robert bekam. Die Gesellschaft übernahm ab dem 1. Mai 1998 den Betrieb der Güterzüge auf diesem Abschnitt. Anfangs fuhr der Güterzug dreimal pro Woche nach Lääne, Hiiu und Saaremaa, bediente insgesamt elf Unternehmen und transportierte Treibstoff, Holz, Getreide, Alteisen, Kohle, Salz und Fischkonserven.
2001 kam eine Rangierlokomotive des Typs TGK2 hinzu. Beide Lokomotiven wurden im Lokschuppen Haapsalu untergebracht. Im Jahr 1999 betrug der Umsatz der Gesellschaft 1,2 Millionen Kronen bei einem Umschlag von rund 100.000 Tonnen.
Die veraltete Strecke zwischen Riisipere und Haapsalu war technisch veraltet und hätte größere Investitionen sowohl in den Oberbau als auch in die betrieblichen Anlagen erfordert,  die die OÜ Haapsalu Railway nicht leisten konnte. Der neue Besitzer investierte im ersten Betriebsjahr 600.000 Kronen und schätzte die Kosten für die komplette Ertüchtigung auf 400 Millionen Kronen. Bis 2004 beliefen sich die Investitionen auf etwa vier Millionen Kronen.
2002 arbeiteten zwei Lokomotivführer und vier Unterhaltungsarbeiter bei der Gesellschaft. Die Lohnkosten betrugen 346.000 Kronen, der Nettogewinn 11.223 Kronen. 2003 wurden auf der Bahnstrecke Riisipere–Haapsalu 400 Güterwagen transportiert. Da der Unterhaltsaufwand zu groß wurde, wurde 2004 beschlossen, den Betrieb zwischen Haapsalu und Riisipere einzustellen. Das Innenministerium antwortete negativ auf ein vorheriges Angebot zur Wiederverstaatlichung der Strecke. Anfang Mai 2004 wurde das Personal entlassen.
Der Erlös aus dem Verkauf von Schienen für Altmetall wurde teilweise eine Rentabilitätsstudie der Bahn investiert.

## Aktuelle Situation und Zukunft

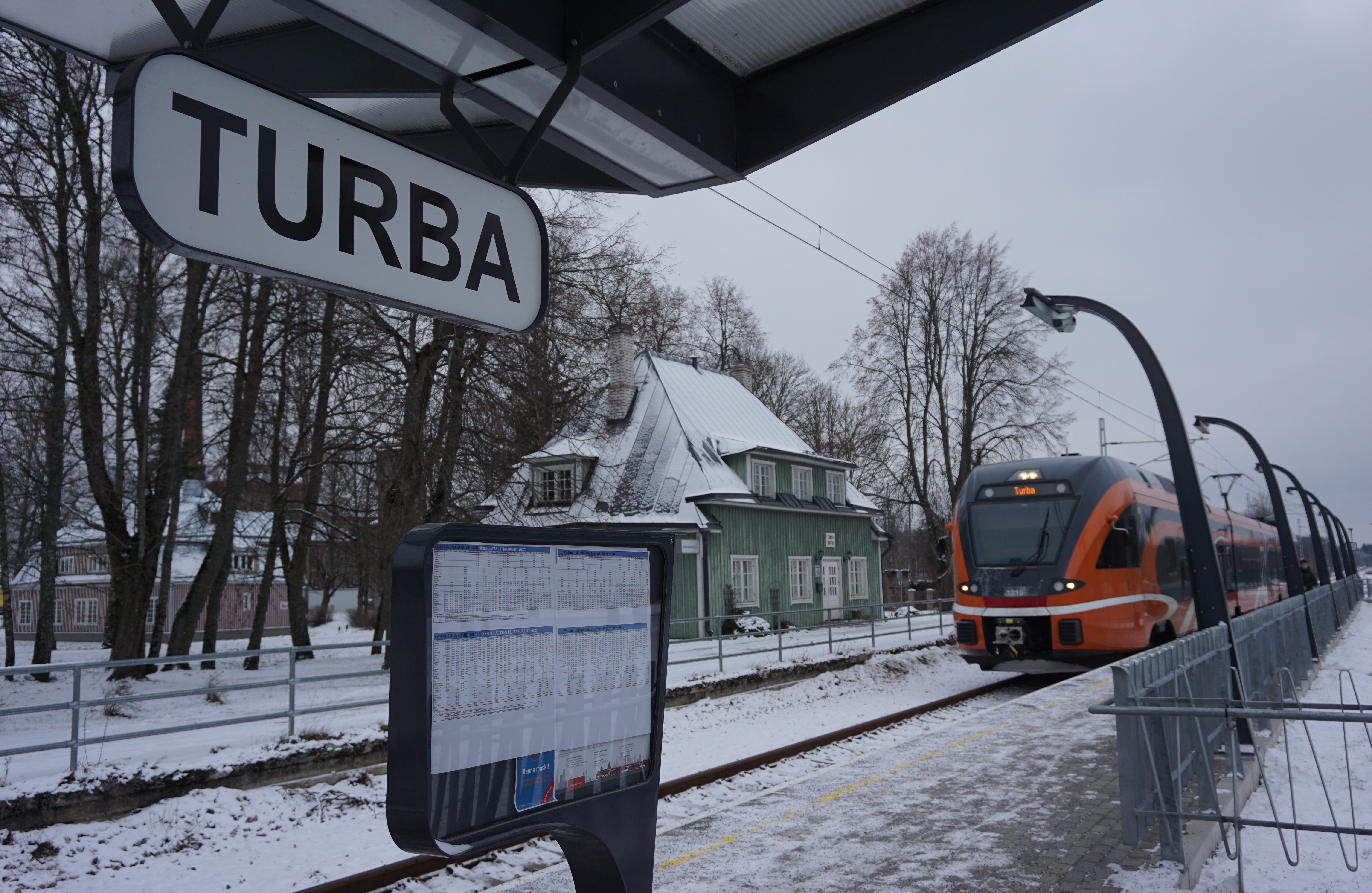
Bahnsteig in Turba (2021)

2004 wurde die Strecke von Riisipere bis Haapsalu stillgelegt. Es blieb der 24,6 km lange Abschnitt Keila–Riisipere erhalten, der elektrifiziert ist und der Eesti Raudtee gehört.
Im April 2015 gründeten Unternehmer aus Haapsalu die Eisenbahngesellschaft Läene Raudtee AS, deren ursprüngliches Ziel die Wiederherstellung des 6,5 km langen Eisenbahnabschnitts zwischen Riisipere und Turba war. 2017 beauftragte die estnische Regierung Eesti Raudtee mit der Wiederherstellung der Eisenbahnstrecke.
Im Januar 2019 begannen die Bauarbeiten, die im Herbst 2019 abgeschlossen wurden. Am 8. Dezember 2019 wurde der reguläre Personenzugverkehr nach Turba eröffnet. Der Personenzugverkehr auf diesem Abschnitt wird von Elron durchgeführt. Mit einer zulässigen Höchstgeschwindigkeit von 140 km/h ist es die am schnellsten befahrbare Eisenbahnstrecke Estlands. Auf der Strecke verkehren bis zu elf Zugpaare täglich. Die Baukosten betrugen 7,72 Millionen Euro.
Bis 2024 war geplant, den Eisenbahnabschnitt zwischen Turba und Risti wiederherzustellen, als Teil des Wiederherstellungsprogrammes der Strecke nach Haapsalu und Rohuküla, die 2026 in Betrieb genommen werden sollte. Bis 2025 waren 34 Millionen Euro für die Strecke vorgesehen, wobei das Land auf eine europäische Refinanzierung hoffte. Mit diesem Geld sollte die Bahnstrecke von Turba nach Risti fertiggestellt werden. Die gesamte Strecke von Turba nach Rohuküla wurde mit rund 100 Millionen Euro veranschlagt, mehr als 60 Millionen Euro wären nötig, um Rohuküla von Risti aus zu erreichen. Die Staatsbahn gab in einer Pressemitteilung bekannt, dass Angebote für die Ausschreibung bis zum 30. Mai 2022 erwartet werden und die Bauarbeiten bis Risti bis Ende 2024 abgeschlossen sein sollen. Auf diesem Abschnitt können Personenzüge mit bis zu 160 km/h fahren. Die Haapsalu-Bahn nach Rohuküla sollte bis 2028 wiederhergestellt werden.
Am 30. Juni 2022 beschloss die Regierung, den Bau zwischen Turba und Risti nicht aus dem Europäischen Wiederaufbaufonds zu finanzieren. In diesem Zusammenhang wird die Fertigstellung der Strecke auf einen unbekannten Zeitraum verschoben.